# Черемушки (Леб'яжівський округ)
Чере́мушки (рос. Черёмушки) — село у складі Леб'яжівського округу Курганської області, Росія.
Населення — 413 осіб (2010, 623 у 2002).